# Clara el rinoceront
Clara el rinoceront   (Assam, 1738 - Londres, 14 d'abril de 1758) va ser un rinoceront de l'Índia femella que es va fer famosa per una gira per Europa de disset anys a mitjan segle xviii. Va arribar a Europa a Rotterdam el 1741, convertint-se en el cinquè rinoceront viu que es va veure a Europa en època moderna des del rinoceront de Dürer el 1515. Després de recórrer ciutats de la República Holandesa, el Sacre Imperi Romanogermànic, Suïssa, la Mancomunitat Polonesa-Lituana, França, el Regne de les Dues Sicílies, els Estats Pontificis, Bohèmia i Dinamarca, va morir a Lambeth, Anglaterra.
El 1739 va ser dibuixada i gravada per dos artistes anglesos. Després la van portar a Amsterdam, on Jan Wandelaar va fer dos gravats que es van publicar el 1747. En els anys següents, el rinoceront es va exposar a diverses ciutats europees. El 1748, Johann Elias Ridinger va fer un aiguafort a Augsburg i Petrus Camper la va modelar en fang a Leiden. El 1749, Georges-Louis Leclerc, el comte de Buffon la va dibuixar a París. El 1751, Pietro Longhi la pintar a Venècia.

## La vida
El 1738, amb aproximadament un mes d'edat, la Clara va ser adoptada per Jan Albert Sichterman a l'Índia després que la seva mare fos assassinada pels caçadors indis. Sichterman va ser el director de la Companyia Holandesa de les Índies Orientals (Vereenigde Oostindische Compagnie o VOC) a Bengala. Es va fer molt mansa i se li va permetre circular lliurement per la seva residència. El 1740, Sichterman la va vendre o la va regalar a Douwe Mout van der Meer, capità del Knappenhof, que va tornar als Països Baixos amb la Clara. El capità Van der Meer es convertiria en l'agent i company de la Clara fins a la seva mort.
La Clara va desembarcar a Rotterdam el 22 de juliol de 1741 i va ser exposada immediatament al públic. La Clara es va exposar a Anvers i Brussel·les el 1743 i a Hamburg el 1744. Les exposicions van tenir tant d'èxit que Douwe Mout van der Meer va deixar el COV el 1744 per recórrer Europa amb el seu rinoceront. Es va fer construir un carruatge especial de fusta per transmetre-la i la seva pell es va mantenir humida amb oli de peix. La gira va començar de debò la primavera de 1746 i va resultar ser un èxit destacat. la Clara va visitar Hannover i Berlín, on el rei Frederic II de Prússia la va veure el 26 d'abril a Spittelmarkt. Després va continuar fins a Frankfurt de l'Oder, Breslau i Viena, on l'emperador Francesc I i l'emperadriu Maria-Teresa I la van veure el 5 de novembre.

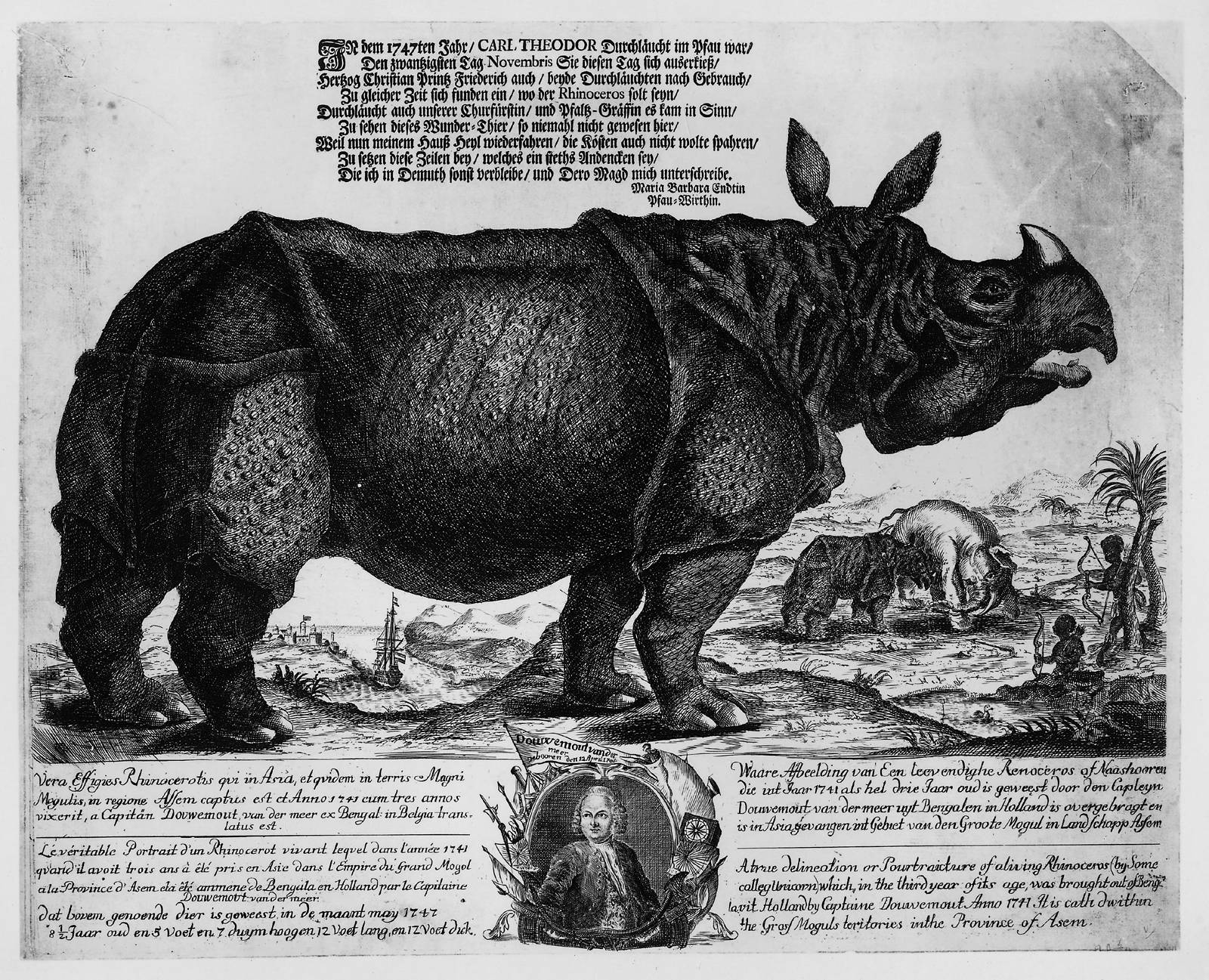
Exemple de les imatges de memòria de Clara produïdes en massa venudes per Douwe Mout van der Meer; aquest exemple de la seva estada al Gasthof "Zum Pfau" de Mannheim el novembre de 1747.

El 1747 viatjà a Ratisbona, Freiberg i Dresden, on posà per Johann Joachim Kaendler de la fàbrica de porcellana Meissen i fou visitada el 19 d'abril per August III, elector de Saxònia i rei de Polònia. Va estar a Leipzig el 23 d'abril per Pasqua i va visitar l'orangeria del castell de Kassel a invitació de Frederic II, landgrave d'Hesse. Al novembre va visitar el "Gasthof zum Pfau" (L'Hostal del Pavo Real) a Mannheim i va estar a Estrasburg al desembre per Nadal.
El 1748 va visitar Berna, Zúric, Basilea, Schaffhausen, Stuttgart, Augsburg, Nuremberg i Würzburg. Va tornar a Leiden i va visitar França. Va ser a Reims el desembre de 1748 i va ser rebuda pel rei Lluís XV el gener de 1749 a la menageria reial de Versalles. Va passar cinc mesos a París creant sensació: se n'escrivien cartes, poemes i cançons i es van crear fins i tot perruques al rinoceront. La Clara va ser examinada pel naturalista Buffon, Jean-Baptiste Oudry li va pintar un retrat a mida real i va inspirar a la Marina francesa a anomenar un vaixell Rhinocéros el 1751. Un dibuix basat en la pintura d'Oudry va aparèixer en Diderot i D'Alembert's l'Enciclopèdia i de Buffon Història natural, générale et particulière.
A finals de 1749, la Clara va embarcar a Marsella per viatjar a Itàlia. Evitant el destí del rinoceront de Durer, que es va ofegar en un naufragi a la costa de Ligúria, prop de Porto Venere, el 1516, la Clara va visitar Nàpols i Roma. El març de 1750, va visitar els banys de Dioclecià. Es va mig esberlar mentre estava a Roma (un problema comú per als rinoceronts, tot i que alguns informes afirmen que la seva banya la van tallar a Roma per motius de seguretat). Una nova banya va créixer finalment.
Va passar per Bolonya a l'agost i Milà a l'octubre. Va arribar a Venècia el gener de 1751, on es va convertir en una gran atracció durant el carnaval i va ser pintada per Pietro Longhi. Va passar per Verona en tornar a Viena. Havia arribat a Londres a finals d'any, on la família reial britànica la veia.
Poc se sap dels seus moviments exactes de 1752 a 1758. El març de 1752 va viatjar a Gant als Països Baixos austríacs, seguida de Lilla. Després va visitar Praga, després Varsòvia, Cracòvia, Danzig i Breslau (una segona vegada) el 1754; i Copenhaguen el 1755. Va tornar a Londres el 1758, on va ser exposada al Horse and Groom de Lambeth, amb preus d'entrada de sis penics i un xíling. Va ser aquí on va morir el 14 d'abril, als 20 anys.

## Honors i reconeixements
El 1991, el Museu Natuurhistorisch de Rotterdam va fer una exposició sobre la Clara. El 2008 es va crear el Memorial Clara al mateix museu amb motiu del 250è aniversari de la mort del rinoceront.

## Galeria

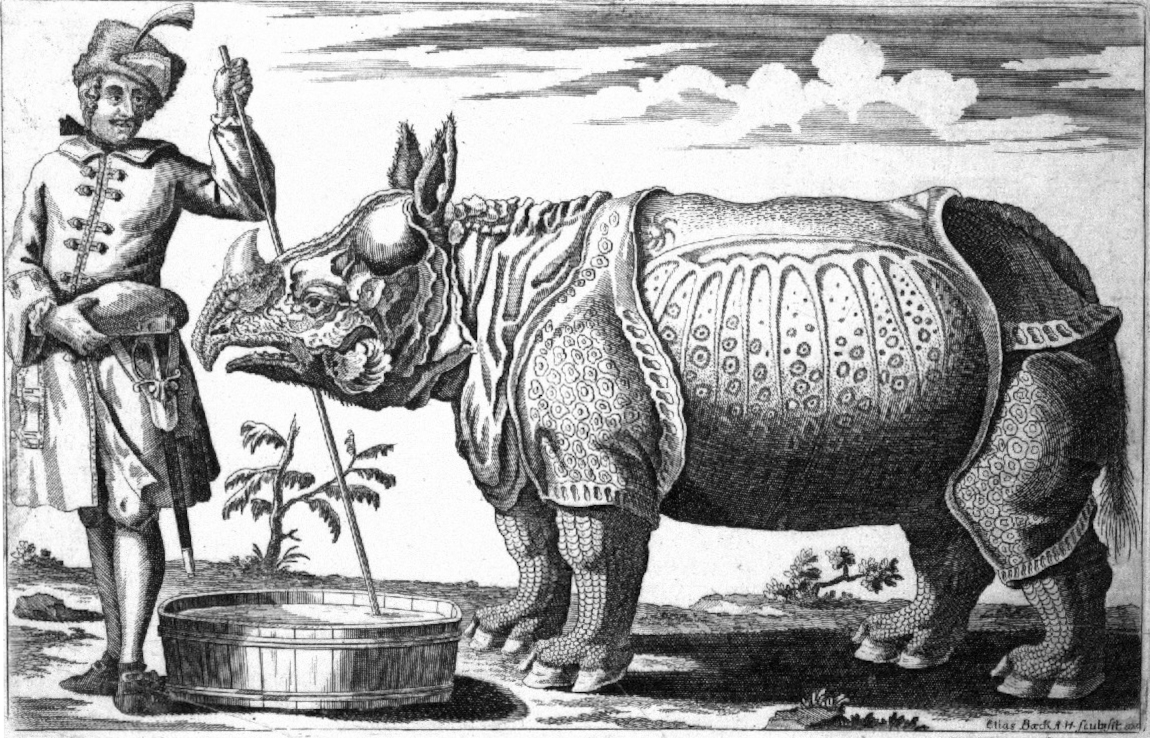
Gravat d'Elias Baeck del 1746.
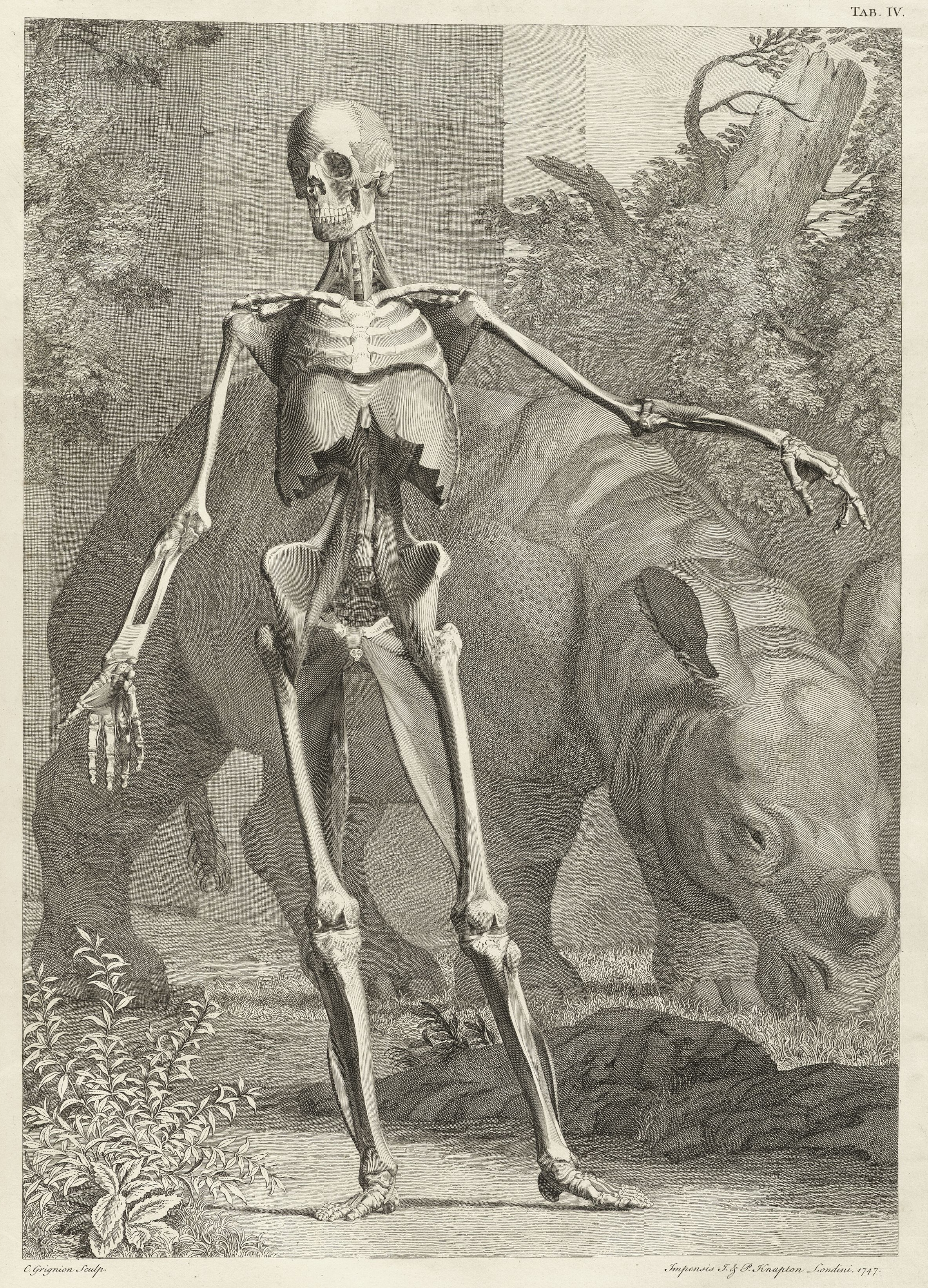
Gravat de la Clara i un esquelet humà.
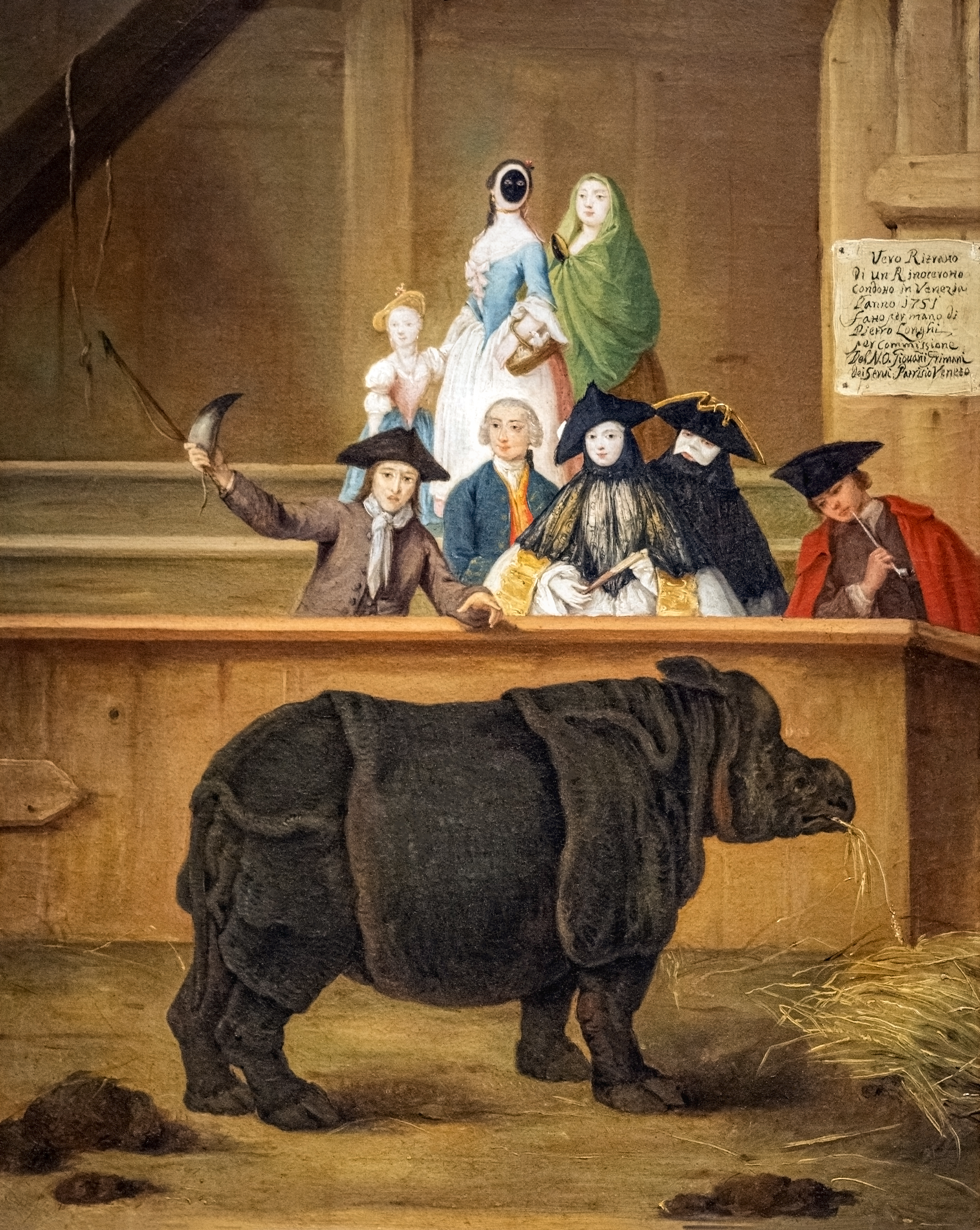
La Clara, pintada per Pietro Longhi
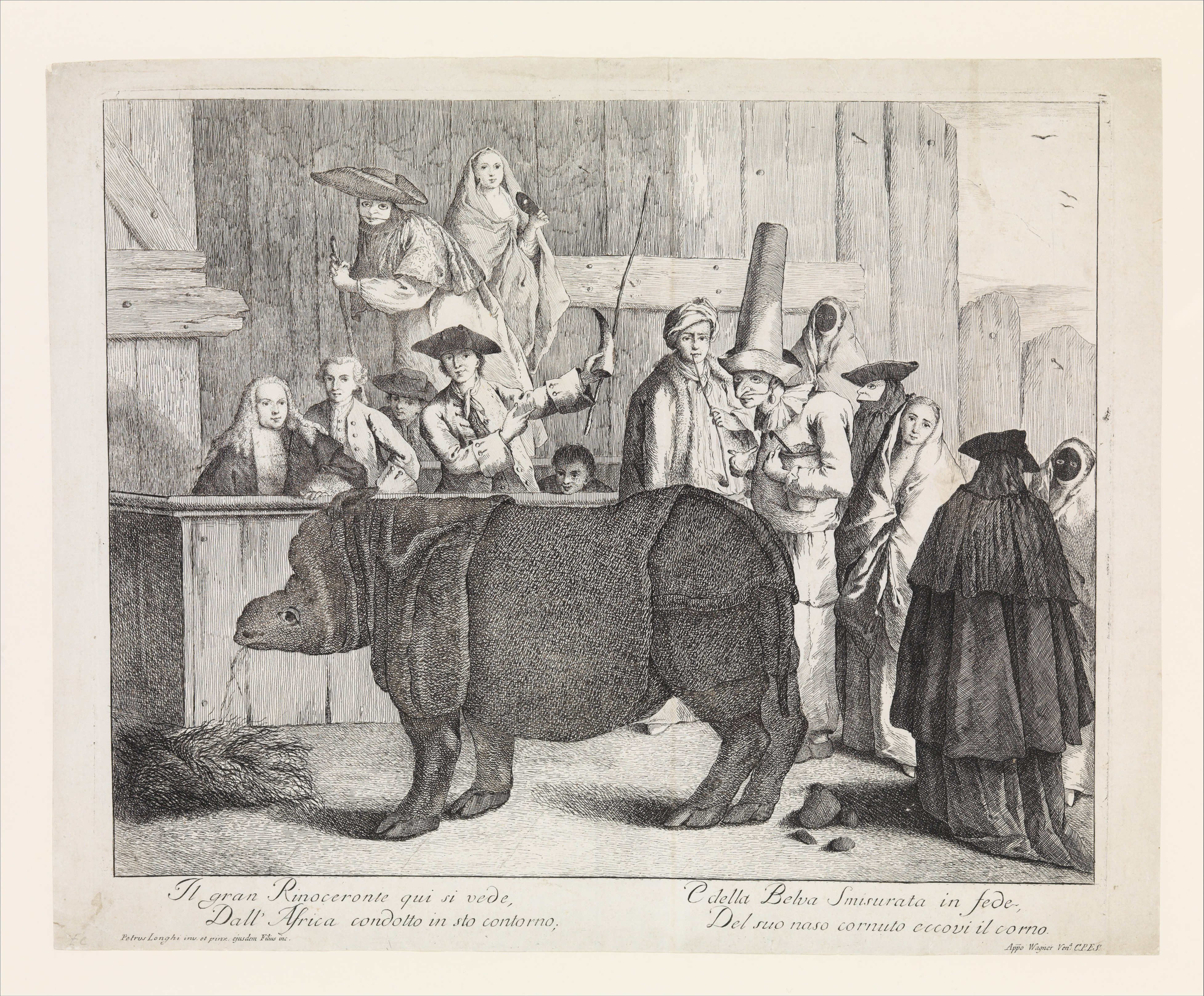
Alessandro Longhi Gravat (després de 1751)
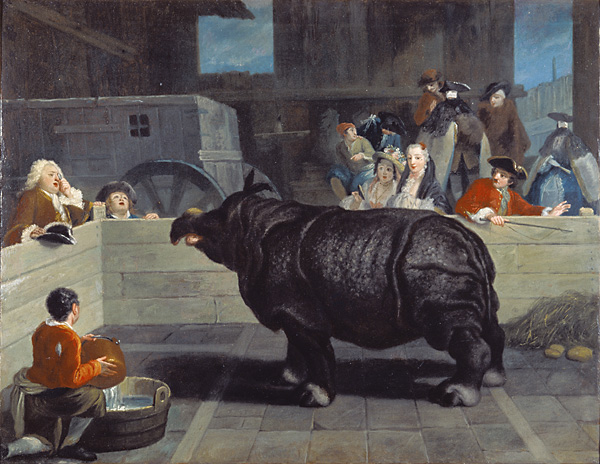
Rinoceront al cercle de Venècia de Pietro Longhi (1751)
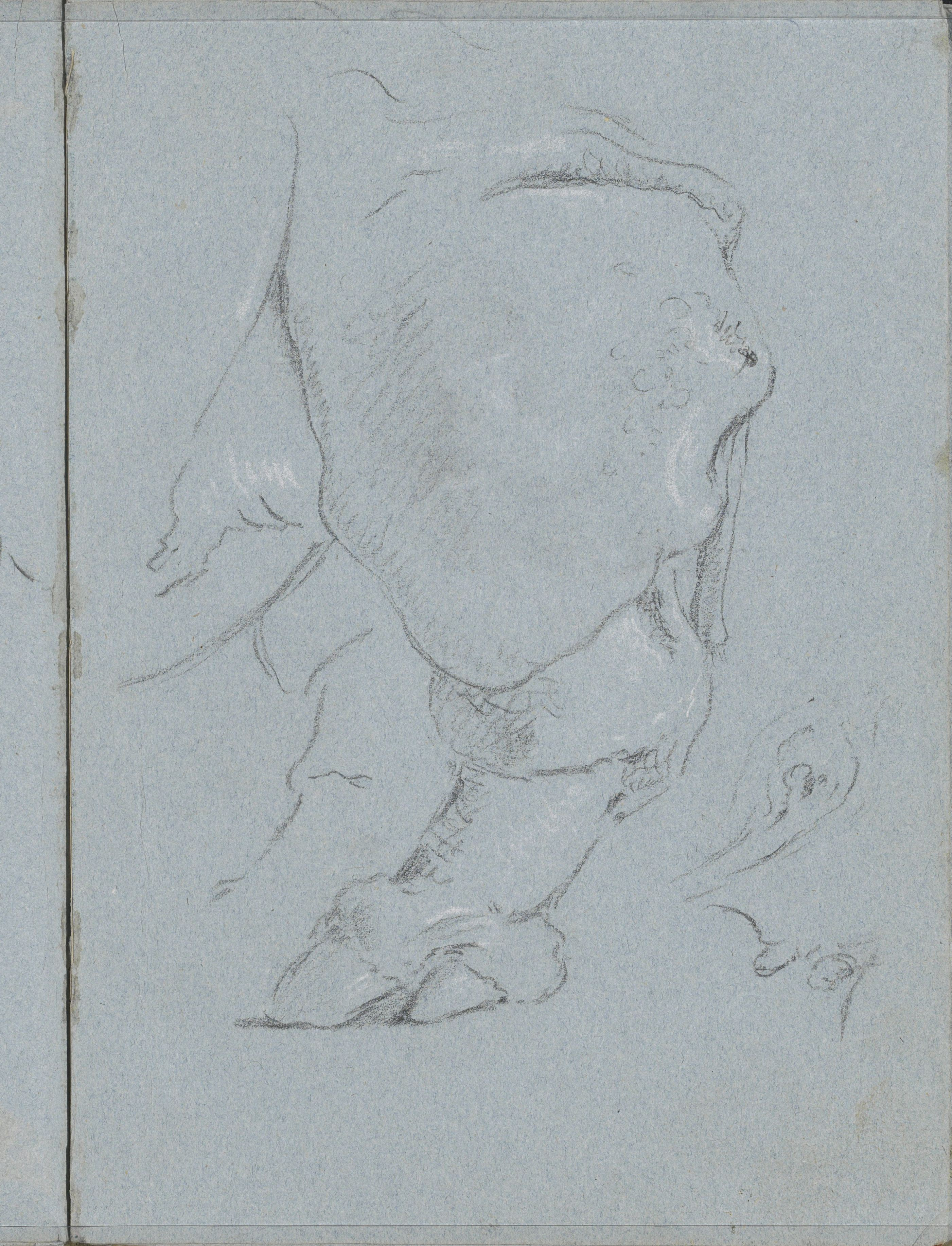
Part posterior del rinoceront Clara